# Metricup
Metricup is een plaats in de regio South West in West-Australië.

## Geschiedenis
In de jaren 1920 werden mensen in de streek gevestigd middels het Group Settlement Scheme: 'group nr.60'. De plaats werd oorspronkelijk 'Boynlie Park' maar later Metricup genoemd.
Van 1924 tot 1953 was er een schooltje actief. In 1935 werd er een anglicaanse kerk gebouwd en geopend, de '
St. John the Baptist Anglican Church'.

## Beschrijving
Metricup maakt deel uit van het lokale bestuursgebied (LGA) City of Busselton, waarvan Busselton de hoofdplaats is. Toerisme is er een belangrijke economische sector in en rond Metricup. De streek staat gekend voor zijn wijngaarden, brouwerijen en eetgelegenheden.
De 'St Mary's Anglican Girls' School' uit Perth heeft sinds 2008 een openluchtschool in Metricup, 'The Lady Treatt Centre for Learning and Leadership'.
In 2021 telde Metricup 263 inwoners. Minder dan 5% van de bevolking is van inheemse afkomst.

## Ligging
Metricup ligt nabij de Bussell Highway, 250 kilometer ten zuidzuidwesten van de West-Australische hoofdstad Perth, 65 kilometer ten noorden van Augusta en 30 kilometer ten zuidwesten van Busselton.

## Klimaat
De streek kent een gematigd mediterraan klimaat, Csb volgens de klimaatclassificatie van Köppen.